# Duvergé (ort)
Duvergé är en ort i Dominikanska republiken.   Den ligger i provinsen Independencia, i den sydvästra delen av landet, 160 km väster om huvudstaden Santo Domingo. Duvergé ligger 9 meter över havet och antalet invånare är 13 405.
Terrängen runt Duvergé är kuperad åt sydväst, men åt nordost är den platt. Runt Duvergé är det ganska glesbefolkat, med 28 invånare per kvadratkilometer. Närmaste större samhälle är Neiba, 15,9 km nordost om Duvergé. Omgivningarna runt Duvergé är en mosaik av jordbruksmark och naturlig växtlighet.